# Emmanuel Dongala
Emmanuel Dongala (14 luglio 1941) è uno scrittore centrafricano.
Nato nella Repubblica Centrafricana, Emmanuel Dongala ha trascorso l'infanzia e l'adolescenza nel Congo Brazzaville. Laureatosi negli Stati Uniti, rientra nel suo paese dove si impegna in ambito culturale e sociale. Dopo la guerra civile del 1997 è costretto a tornare in America, dove attualmente insegna chimica e letteratura africana francofona. È altresì chimico.

## Opere
- Un fusil dans la main, un poème dans la poche (1973)
- Le Feu des origines (1987)
- Les petits garçons naissent aussi des étoiles (1998)
- Johnny Mad Dog (2006)
- L'uomo di vento (2010)
- La Sonate à Bridgetower (2017)